# Yoshio Watanabe
Yoshio Watanabe (渡辺 義雄, Watanabe Yoshio, 1907-2000) est un photographe japonais, lauréat du prix annuel de l'édition 1957 du prix de la Société de photographie du Japon.